# Zeynalabdin Tağıyev

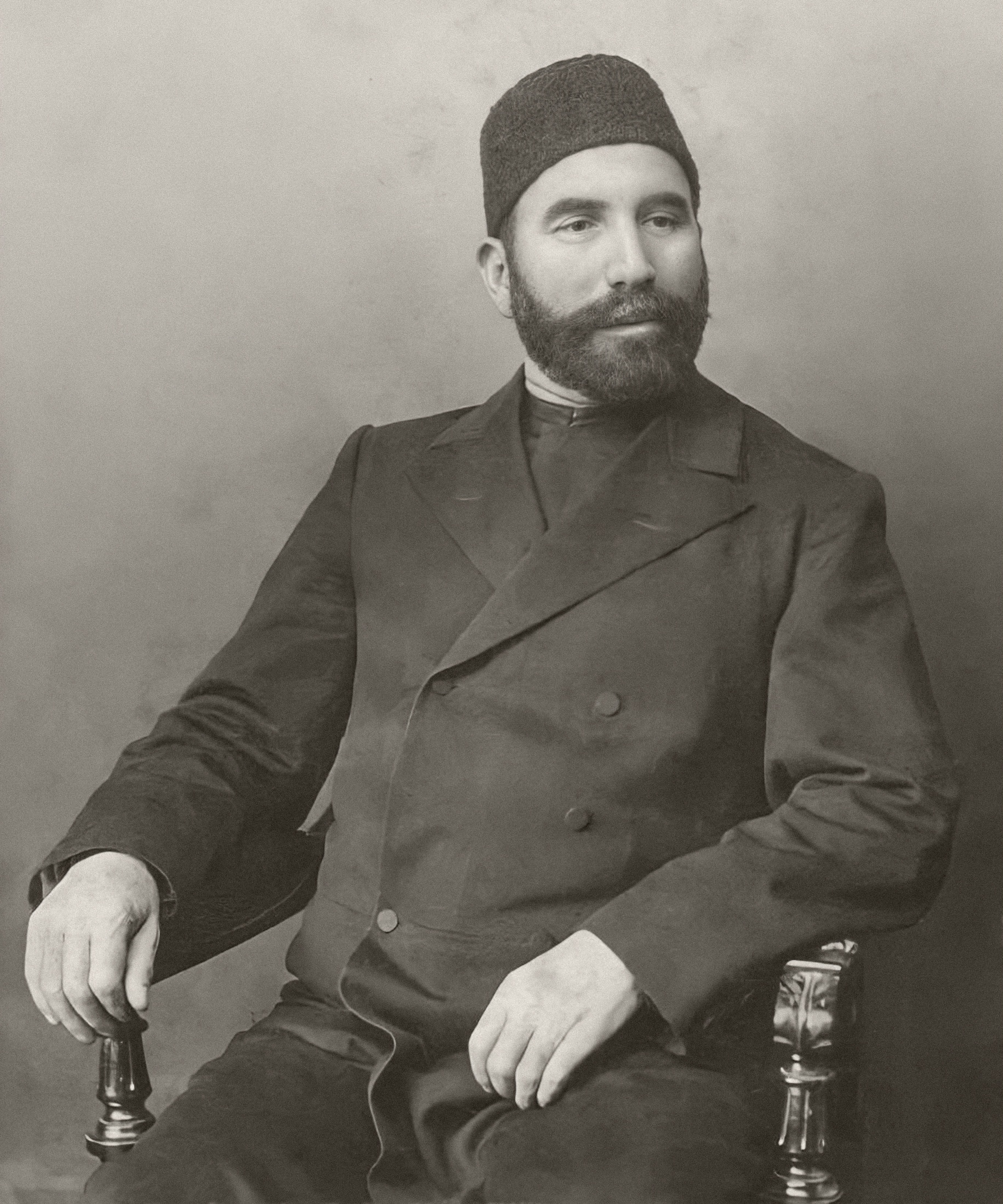
Zeynalabdin Tağıyev

Hacı Zeynalabdin Tağıyev (russisch Гаджи Зейналабдин Тагиев Gadschi Sejnalabdin Tagiew, eingedeutscht: Hadschi Sejnalabdin Taghijew * 25. Januar 1821, 1823 oder 1838 in Baku; † 1. September 1924 in der Nähe von Baku) war ein aserbaidschanischer Industrieller und Philanthrop.

## Leben
Zeynalabdin Tağıyev wurde als Sohn des armen Schusters Taghi und seiner Frau Anaxanım in der Altstadt von Baku geboren. Um seine Familie zu unterstützen, begann er nach dem Tod seiner Mutter und der zweiten Heirat seines Vaters Maurer zu lernen. Bereits im Alter von 18 Jahren wurde er als Unternehmer tätig. Mitte des Jahres 1873 erwarb er zusammen mit zwei Kompagnons Land in der Nähe der damals vom Öl-Boom profitierenden Stadt Bibi-Heybat südöstlich von Baku, um Ölquellen zu finden. Seine Geschäftspartner verkauften ihm nach einiger Zeit ihre Anteile und zogen zurück nach Baku. Durch die Erträge einer 1877 entdeckten Ölquelle wurde Zeynalabdin Taghiyev schnell zu einem der wohlhabendsten Männer im Russischen Reich.
Tağıyev war zweimal verheiratet. Seine erste Frau war seine Cousine Zeynəb, mit der er drei Kinder hatte. Nach ihrem Tod heiratete er im Jahr 1896 Sona, die jüngste Tochter eines Generals namens Balakişi Ərəblinski, mit dessen älterer Tochter Nurcahan Tağıyevs Sohn İsmayıl verheiratet war.

## Wirtschaftliche Aktivitäten
Tağıyev investierte sein Vermögen nicht nur in das Öl-Geschäft, sondern auch in viele andere Projekte, wie in eine Textilfabrik und in Fischereien entlang der Küste des Kaspischen Meeres. Er arrangierte den Bau einer Moschee und abendliche Fortbildungskurse für die Beschäftigten der Textilfabrik, eine Schule für deren Kinder, eine Apotheke, eine Erste Hilfe-Station und eine Mühle. Insgesamt kosteten ihn seine Projekte mehr als sechs Millionen Goldrubel. Er investierte bedeutende Summen in Textil-, Nahrungsmittel-, Bau- und Schiffbau-Betriebe und in die Fischerei. In den 1890er-Jahren kaufte er die Kaspische Dampfschiff-Kompanie, erneuerte sie und schuf eine Flotte von zehn Dampfbooten. Taghiyev besaß Grundstücke in Moskau, Teheran, Bandar-e Anzali und Rascht. 

## Gemeinnützige Projekte
Trotz der seinem Leben folgenden Jahrzehnte der antibürgerlichen Propaganda in der ehemaligen Sowjet-Union, wird Tağıyev in Aserbaidschan weiterhin wegen seiner Wohltätigkeit verehrt. 
Er förderte 1883 den Bau des ersten Aserbaidschanischen Nationaltheaters und half 1909 bei seiner Wiederherstellung nach einem Brandanschlag von Reaktionären. 
Zwischen 1898 und 1900 stellte Tağıyev 184.000 Rubel für den Bau der ersten säkularen Islamschule für Mädchen im mittleren Osten zur Verfügung. Die persönliche Erlaubnis zum Bau der Schule erhielt er in einem Briefwechsel mit der Kaiserin Alexandra.
Außerdem förderte er 1894 in Mərdəkan den Bau einer Schule für Landwirtschaft und 1911 den Bau der ersten Technikerschule im Bezirk Baku.
Als strenggläubiger Muslim befürwortete er die Übersetzung des Korans in die aserbaidschanische Sprache. Das wurde entschieden abgelehnt von den lokalen Geistlichen, die glaubten, dass der Inhalt des Korans wegen seines göttlichen Ursprungs unantastbar sei und deshalb niemand das Recht habe, ihn zu übersetzen. Daraufhin sandte er einen von einem Mullah Bevollmächtigten nach Baghdad, der von den dortigen muslimischen Gelehrten die offizielle Erlaubnis zur Übersetzung des Korans mit zurückbrachte. Tağıyev forderte die notwendige Ausstattung für die Übersetzung aus Leipzig an und finanzierte sie und ihre Veröffentlichung. 
Für seine außerordentlichen Leistungen wurde er zweimal mit dem Sankt-Stanislaus-Orden ausgezeichnet.